# Philygria trilineata
Philygria trilineata är en tvåvingeart som beskrevs av Meijere 1907. Philygria trilineata ingår i släktet Philygria och familjen vattenflugor. Inga underarter finns listade i Catalogue of Life.